# دادلي بويز

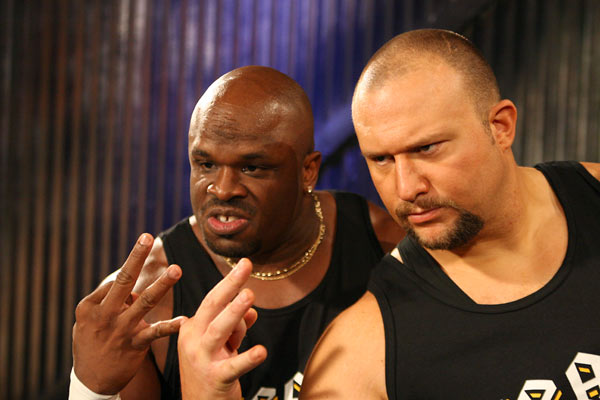
دي فون وبوبا راي مع حركة الثلاث أصابع المشهورة عندهم

دادلي بويز (بالإنجليزية: The Dudley Boyz)‏ هو فريق مصارعة حرة أمريكي متكون من بوبا راي دادلي و دي فون دادلي ويعتبر واحد من أقوى الفرق التي ظهرت في الدبليو دبليو إي حيث يعتبر أكثر فريق تمكن بالفوز ببطولة ب9 مرات.

## روابط خارجية
- دادلي بويز على موقع ميوزك برينز (الإنجليزية)
- دادلي بويز على موقع دبليو دبليو إي (الإنجليزية)
- دادلي بويز على موقع عالم المصارعة على الإنترنت (الإنجليزية)